# Arrivano i nostri (Bugo)
Arrivano i nostri è un EP del cantautore italiano Bugo, pubblicato nel 2015.

## Tracce
- Download digitale

1. Vado ma non so – 3:33
2. Tempi acidi – 3:20
3. Arrivano i nostri – 4:08
4. Nei tuoi sogni – 3:01
5. Sei la donna – 4:25
6. Cosa ne pensi Sergio [Live] – 3:23